# Saint-Chrysostome
Ne doit pas être confondu avec Saint-Jean-Chrysostome.
Saint-Chrysostome, auparavant Saint-Jean-Chrysostome, est une municipalité québécoise située dans la MRC du Haut-Saint-Laurent dans le pays du Suroît en Montérégie. La municipalité actuelle, issue du regroupement des municipalités du village de Saint-Chrysostome et de la paroisse de Saint-Jean-Chrysostome en 1999, compte près de 2 730 habitants.

## Toponymie
Elle est nommée en l'honneur de saint Jean Chrysostome, par l'archevêque Ignace Bourget, pour sauvegarder la foi menacée par l'influence protestante dans la région. La particule est tirée du nom de l'un des fils du seigneur Ellice, ancien propriétaire de la seigneurie de Beauharnois.

## Histoire

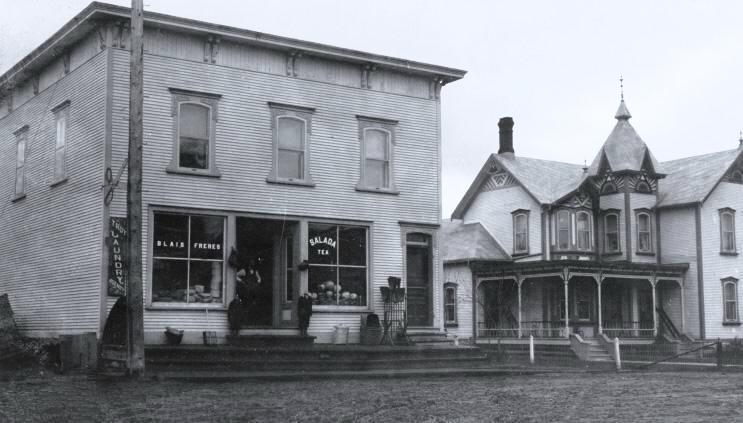
Magasin de M. Blais à Saint-Chrysostome, 1910

À l'époque de la Nouvelle-France, le territoire de Saint-Chrysostome constitue la partie sud-est du territoire de la seigneurie de Beauharnois, concédée en 1729. Les premiers colons s'installent sur les rives de la rivière des Anglais vers 1820. Les premiers Chrysostomiens arrivent dans ce coin de pays en 1828 et s’installent à moins de 10 km de la frontière américaine, au sud, entre Havelock et Très-Saint-Sacrement,. La paroisse catholique de Saint-Jean-Chrysostome-de-Russelltown est créée en 1843 avec son détachement de la paroisse de Sainte-Martine. La municipalité de Russeltown est créée en 1845. 
Le bureau de poste de Saint-Jean-Chrysostome ouvre en 1851. En 1855, une nouvelle municipalité de paroisse est érigée soue le nom de Saint-Jean-Chrysostome. En 1880, le bureau de poste change de nom pour celui de Saint-Chrysotome. 
La municipalité de village de Saint-Chrysostôme est instituée en 1902. Les municipalités du village de Saint-Chrysostome et de la paroisse de Saint-Jean-Chrysostome fusionnent en 1999 pour former la municipalité de Saint-Chrysostome.
Le hameau Aubrey fut surnommé ainsi pour rendre hommage aux grandes quantités de Aubry dans les alentours. Les Aubry auraient voulu appeler l'embouchure Aubry "Aubrey" mais le gouvernement refusant de laisser porter le même nom que la famille des Aubry rajouta un "e" pour ne porter aucune confusion.La famille Aubry n'était pas la seule famille populaire élevée dans les alentours, les Rochefort, les Poitras, les Marcil dominaient aussi le territoire mais jamais autant que les Aubry.

## Géographie
Saint-Chrysostome se trouve au sud du Québec au centre-sud du Suroît près de la frontière avec l'état américain de New York, à environ 30 km au sud de Châteauguay et à 25 km au sud de Beauharnois. Son territoire prend la forme d'un quadrilatère irrégulier parallèle au fleuve Saint-Laurent. Il est entouré au sud par Havelock, au sud-ouest par Franklin et au nord-ouest par Très-Saint-Sacrement, en presque touchant à l'ouest Ormstown, ville la plus peuplée Haut-Saint-Laurent. Les autres municipalités voisines sont au nord Sainte-Martine (exclave) et Saint-Urbain-Premier, dans la MRC voisine de Beauharnois-Salaberry, à l'est Sainte-Clotilde et au sud-est par Hemmingford et au sud par Havelock, dans la MRC des Jardins-de-Napierville.
L'agglomération principale de Saint-Chrysostome est située à la jonction des routes 203 et 209 sur la rive de la rivière des Anglais. Le territoire abrite également un hameau nommé Aubrey situé à l'embouchure du ruisseau Norton et de la rivière aux Anglais.
La superficie totale est de 100,49 km2, dont 99,99 km2 terrestres. 
La pédologie de Saint-Chrysostome se caractérise par deux grandes étendues de sols organiques à l'ouest et à l'est. La rivière des Anglais traverse la municipalité du sud au nord. La rivière Noire coule de l'ouest vers le nord-est jusqu'à sa confluence avec la rivière des Anglais dans l'agglomération.

## Démographie
Les habitants de Saint-Chrysostome sont les Chrysostomiens.
| 1991  | 1996  | 2001  | 2006  | 2011  | 2016  | 2021  |
| ----- | ----- | ----- | ----- | ----- | ----- | ----- |
| 2 601 | 2 587 | 2 590 | 2 584 | 2 522 | 2 645 | 2 582 |

Langue maternelle (2006)
| Langue              | Effectifs | Part (%) |
| ------------------- | --------- | -------- |
| Français            | 2 340     | 90,7 %   |
| Anglais             | 180       | 7,0 %    |
| Français et anglais | 10        | 0,4 %    |
| Autres langues      | 50        | 1,9 %    |

## Administration
Le conseil municipal comprend le maire et six conseillers. Les élections municipales ont lieu tous les quatre ans en bloc suivant des districts électoraux. À l'élection de 2013, Gilles Dagenais devient maire avec 57,3 % des voix devant la mairesse sortante Jocelyne Lefort, avec un taux de participation de 63,5 %. La population locale est représentée à l'Assemblée nationale du Québec au sein de la circonscription québécoise d'Huntingdon et à la Chambre des communes du Canada par la circonscription fédérale de Salaberry-Suroît.
| Saint-Chrysostome Maires depuis 2003                                                                                 |                 |         |          |
| Élection | Maire           | Qualité | Résultat |
| 2003 | Gilles Bigras   |         | Voir     |
| 2005 | Gilles Bigras   | Voir    |          |
| 2009 | Jocelyne Lefort |         | Voir     |
| 2013 | Gilles Dagenais |         | Voir     |
| 2017 | Gilles Dagenais | Voir    |          |
| 2021 | Steve Laberge   |         | Voir     |
| Élection partielle en italique Depuis 2005, les élections sont simultanées dans toutes les municipalités québécoises |                 |         |          |

| | 2005-2009 | 2009-2013        | 2013-2017                      |
| --- | --------- | ---------------- | ------------------------------ |
| Maire | .         | Jocelyne Lefort  | Gilles Dagenais                |
| District 1 | .         | Denis Lefort     | Denis Lefort* Colette Joquet** |
| District 2 | .         | Marc Roy         | Marc Roy                       |
| District 3 | .         | Steve Laberge    | Steve Laberge                  |
| District 4 | .         | Jocelyn Thibault | Donald Bourdeau                |
| District 5 | .         | Alain Dupras     | Mélissa St-Jean                |
| District 6 | .         | Richard Béliveau | Philippe Martin                |
| (Entre parenthèses) Proportion des voix. (a) Élu sans opposition. * Élu au début du terme mais ayant quitté avant la fin du terme. ** Non élu au début du terme mais en cours de terme. |           |                  |                                |

## Société

### Personnalités
- Daniel Lavoie, chanteur et musicien
- John Gomery, juge